# Benito Carvajales
Benito Carvajales (1913. – ?), kubai válogatott labdarúgókapus.
A kubai válogatott tagjaként részt vett az 1938-as világbajnokságon.

## Külső hivatkozások
- Benito Carvajales – a FIFA adatbázisában